# Dave Navarro
David Michael "Dave" Navarro, född 7 juni 1967 i Santa Monica, Kalifornien, är en amerikansk gitarrist och sångare. Han är mest känd för att ha varit med och grundat Jane's Addiction och för att ha varit medlem av Red Hot Chili Peppers.

## Biografi
Dave Navarro är son till James Raul Navarro och Constance Colleen Hopkins. Föräldrarna skildes, när han var sju år gammal. Den 3 mars 1983 mördades modern och hennes vän Sue Jory av moderns tidigare pojkvän John Riccardi.
Navarro spelar i gruppen Jane's Addiction. I slutet av 1993 efterträdde han Jesse Tobias i rockgruppen Red Hot Chili Peppers och spelade med bandet på Woodstock '94. År 1995 medverkade Navarro på albumet One Hot Minute. Navarro syns i musikvideorna till låtarna "Warped", "My Friends", "Aeroplane", "Coffee Shop" och "Love Rollercoaster". Tre år senare, den 3 april 1998, lämnade Navarro bandet på grund av musikaliska meningsskiljaktigheter. 2001 gav han ut soloalbumet Trust No One.
Navarro spelade i The Panic Channel från 2004 till 2007.
Den 22 november 2003 gifte han sig med fotomodellen Carmen Electra, men de separerade i juli 2006 och skilsmässan blev klar i februari 2007.
Navarro är en av domarna i den amerikanska realityshowen Ink Master, samt har han varit med i tv-serien Sons of Anarchy.

## Diskografi
Solo ("Spread")
- 1995 – Rhimorse (EP)
- 2001 – Trust No One

Med Jane's Addiction
- 1987 – Jane's Addiction (live)
- 1988 – Nothing's Shocking
- 1990 – Ritual de lo Habitual
- 1997 – Kettle Whistle
- 2003 – Strays
- 2006 – Up from the Catacombs – The Best of Jane's Addiction (samlingsalbum)
- 2009 – A Cabinet of Curiosities (boxset)
- 2011 – The Great Escape Artist

Med Deconstruction
- 1994 – Deconstruction

Med Red Hot Chili Peppers
- 1995 – One Hot Minute
- 1995 – Working Class Hero: A Tribute to John Lennon ("I Found Out")
- 1996 – Beavis and Butt-head Do America ("Love Rollercoaster")
- 2003 – Greatest Hits (samlingsalbum)
- 2011 – Road Trippin' Through Time (samlingsalbum)
- 2012 – Rock & Roll Hall of Fame Covers EP (samlingsalbum)

Med Janet Jackson
- 1995 – Janet Remixed – "What'll I Do" (Dave Navarro Mix)
- 2008 – Rock Witchu Tour – "Black Cat" (Live version)

Med Nine Inch Nails
- 1995 – Further Down the Spiral – "Piggy (Nothing Can Stop Me Now)"
- 2016 – Not the Actual Events – sologitarr på "Burning Bright (Field on Fire)"

Med Alanis Morissette
- 1995 – Jagged Little Pill – "You Oughta Know"

Med Marilyn Manson
- 1998 – Mechanical Animals – gitarrsolo på "I Don't Like the Drugs (But the Drugs Like Me)"

Med Guns N' Roses
- 1999 – End of Days OST – sologitarr på "Oh My God"

Med Perry Farrell
- 2001 – Song Yet to Be Sung – gitarr och percussion på "Song Yet to Be Sung"

Med P. Diddy
- 2001 – The Saga Continues... – sologitarr på "Bad Boy for Life"

Med Christina Aguilera
- 2002 – Stripped – sologitarr på "Fighter"

Med Gene Simmons
- 2004 – Asshole – sologitarr på  "Firestarter"

Med Glenn Hughes
- 2005 – Soul Mover

Med Tommy Lee
- 2005 – Tommyland: The Ride – gitarrsolo på "Tired"

Med The Panic Channel
- 2006 – (ONe)

Med Dead Celebrity Status
- 2006 – Blood Music – gitarrsolo på "We Fall, We Fall"